# 236 (szám)
A 236 (kétszázharminchat) a 235 és 237 között található természetes szám.